# 王鴻漸
王鴻漸（1475年—1543年），字懋德，號淯南，河南承宣布政使司南陽府南陽縣（今河南省南陽市）人，軍籍。南京户部尚書王鴻儒之弟。

## 生平
成化二十三年，考入南京国子监。弘治十七年（1504年），参加甲子科河南鄉試，中第一名舉人（解元）。其與兄王鴻儒皆中解元，一時轟動河南。此後長期照顧家族成員，錯過四次會試科考。四十九岁登嘉靖二年癸未科会试第三百十六名，廷试三甲二百四十六名進士，户部观政，任大理寺評事，升大理寺左寺副，嘉靖七年四月与户部主事邝汴主考四川乡试。九年夏四月擢寺正，十年冬十一月升庐州府知府，十二年冬十月移任苏州府知府，十四年升陕西按察司副使，分巡关南道，十八年六月升本省苑马寺卿，十九年三月升四川按察使，二十一年官至山東右布政使，有惠政，在任一年，次年九月乞骸骨归，十二月病逝。所著有《淯南集》、《席上寐语》。

## 家族
曾祖王道十。祖父王覺成，贈通議大夫、吏部右侍郎。父王本，贈通議大夫、吏部右侍郎。母司氏，贈淑人。永感下。兄王鴻儒，南京户部尚書，謚文莊。